# 心湖
心湖（藏語：ཤིན་མཚོ，威利转写：shin mtsho，THL：Shin Tso）位于中国西藏自治区阿里地区改则县境内，地处改则县北部，因湖形似牛心故名。湖面海拔4806米，面积29.4平方公里。湖水主要靠泉水补给，集水区面积2070.6平方公里。